# Renée Gauthier
Renée Gauthier est une militante communiste et cégétiste française née le 10 septembre 1925 à Paris et morte le 10 octobre 2021 à Montlouis-sur-Loire.

## Biographie

### Enfance et formation
Elle est née le 10 septembre 1925 à Paris.
À l'âge de onze jours, elle fut confiée par l’Assistance publique à plusieurs familles.

### Carrière
De 1948 et 1951 elle fut employée d’entretien à la Chambre des métiers de Tours.
Elle adhére à la CGT en 1956, elle est membre du Collectif départemental des syndicats des Services publics et responsable à la direction de l’UD-CGT d’Indre-et-Loire. Elle est élue à la commission exécutive de l’UD-CGT au congrès des 23 et 24 février 1957, elle est réélue dans son mandat jusqu’en 1966. Elle adhére au Parti communiste français en 1957. Elle milite à l’Union des vaillants et vaillantes en 1957, à l’Union des femmes françaises durant de longues années, ainsi qu’au Centre Culturel de Saint-Pierre-des-Corps.

### Vie de famille
Elle se marie avec Marcel Gauthier le 27 avril 1943. Ils ont eu deux enfants : Jean, né en 1943 et Jannick né et décédé en 1945.

### Décès
Elle est morte le 10 octobre 2021 à Montlouis-sur-Loire.